# Liezen (district)
Het district Liezen (Bezirk Liezen) is een district in de Oostenrijkse deelstaat Stiermarken. Het district heeft ongeveer 82.000 inwoners. Het bestaat uit 29 gemeenten, waarvan er 9 behoren tot de laatste politische expositur van Oostenrijk: Gröbming. Deze valt formeel onder het district Liezen, maar functioneert in veel opzichten als een afzonderlijk district. Het heeft bijvoorbeeld een eigen kenteken (GB, terwijl de rest van het district LI gebruikt). Tot eind 2011 was Bad Aussee de andere politische expositur binnen dit district. 
Bij de gemeentelijke herindeling van 2015 werd het district Liezen uitgebreid met de gemeente Heiflau, die eerder in het district Leoben lag. Deze gemeente werd daarbij opgeheven en ging op in de gemeente Landl.
Van de 29 gemeenten hebben er vijf de status van stadtgemeinde: Liezen, Rottenmann, Schladming, Bad Aussee en Trieben. Tien zijn er marktgemeinde: Admont, Altenberg bei Sankt Gallen, Bad Mitterndorf, Gaishorn am See, Gröbming, Haus, Irdning-Donnersbachtal, Öblarn, Sankt Gallen en Stainach-Pürgg.

## Gemeenten
Het aantal gemeenten in het district werd per 1 januari 2015 teruggebracht van 51 tot 29.
- Admont
- Aigen im Ennstal
- Altaussee
- Altenmarkt bei Sankt Gallen
- Ardning
- Bad Aussee
- Bad Mitterndorf
- Gaishorn am See
- Grundlsee
- Irdning-Donnersbachtal
- Landl
- Lassing
- Liezen
- Rottenmann
- Sankt Gallen
- Selzthal
- Stainach-Pürgg
- Trieben
- Wildalpen
- Wörschach

### Expositur Gröbming
- Aich
- Gröbming
- Haus
- Michaelerberg-Pruggern
- Mitterberg-Sankt Martin
- Öblarn
- Ramsau am Dachstein
- Schladming
- Sölk